# Efecto oasis

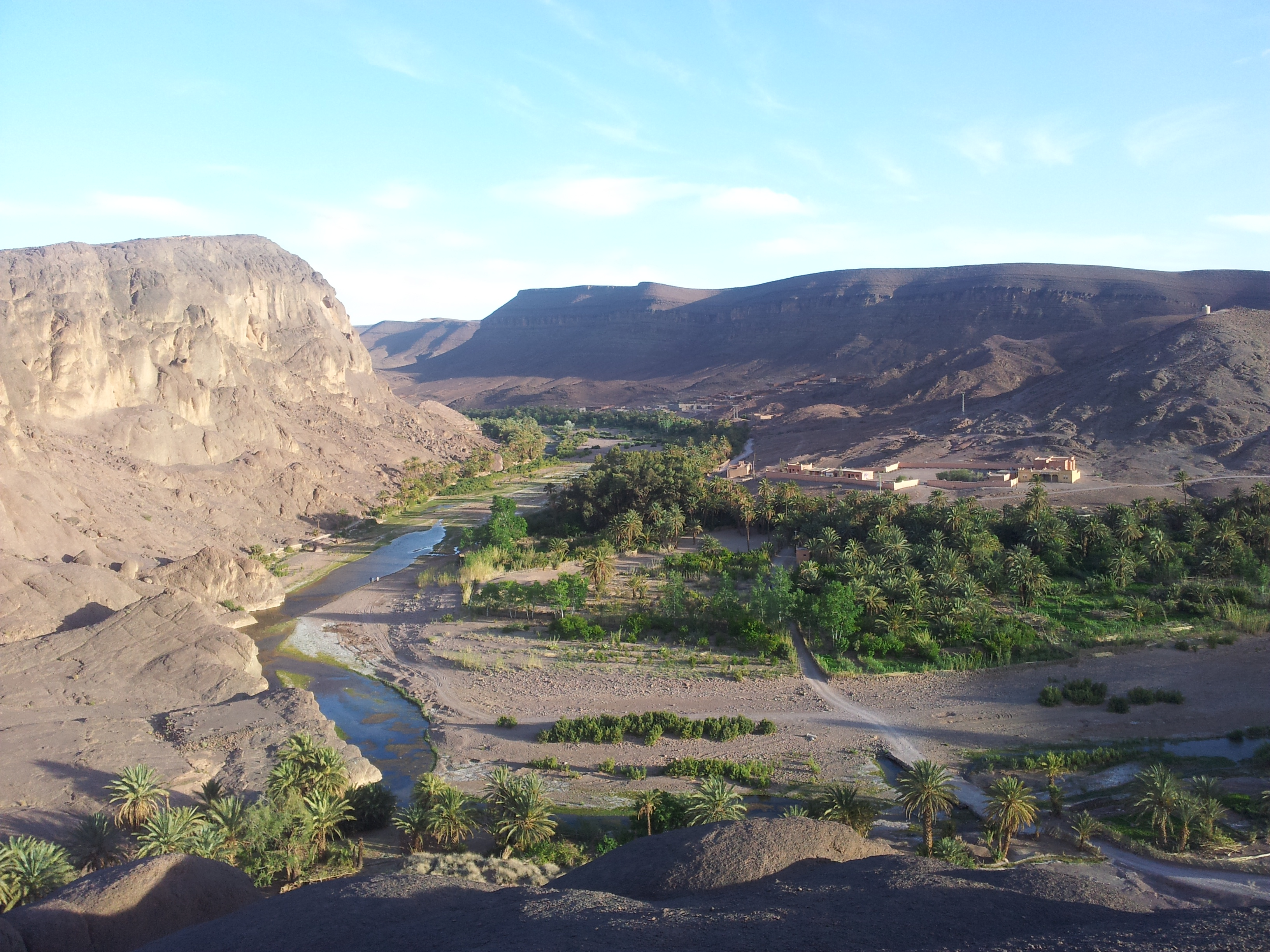
Esta fotografía muestra el marcado contraste entre el oasis y el desierto circundante creado por el efecto oasis.

El efecto oasis se refiere a la creación de un microclima local más fresco que la zona seca circundante debido a la evaporación o evapotranspiración de una fuente de agua o de la vida vegetal y a un mayor albedo de la vida vegetal que el suelo desnudo. El efecto oasis se denomina así porque se produce en los oasis del desierto. Los urbanistas pueden diseñar el trazado de una ciudad para optimizar el efecto oasis y combatir así el efecto de isla de calor urbano. Dado que depende de la evaporación, el efecto oasis varía según la estación del año.

## Causas
Un oasis contiene humedad procedente de una fuente de agua y/o plantas. Cuando el agua se evapora o transpira, el calor del entorno se utiliza para convertir el líquido en gas en un proceso endotérmico, lo que se traduce en temperaturas locales más bajas. Además, la vegetación tiene un albedo más alto que el suelo desnudo y refleja más luz solar, lo que se traduce en temperaturas del suelo más bajas, temperaturas del aire más bajas y un microclima local más fresco.

## Efectos estacionales
El efecto oasis se produce sobre todo durante el verano porque las temperaturas más cálidas provocan una mayor evaporación[1] En invierno, el efecto oasis funciona de forma diferente. En lugar de enfriar el oasis, el efecto oasis lo calienta por la noche. Esto ocurre porque los árboles impiden que el calor salga de la tierra. Básicamente, la radiación no puede volver a emitirse a la atmósfera porque los árboles la interceptan y la absorben.

## Planificación urbana

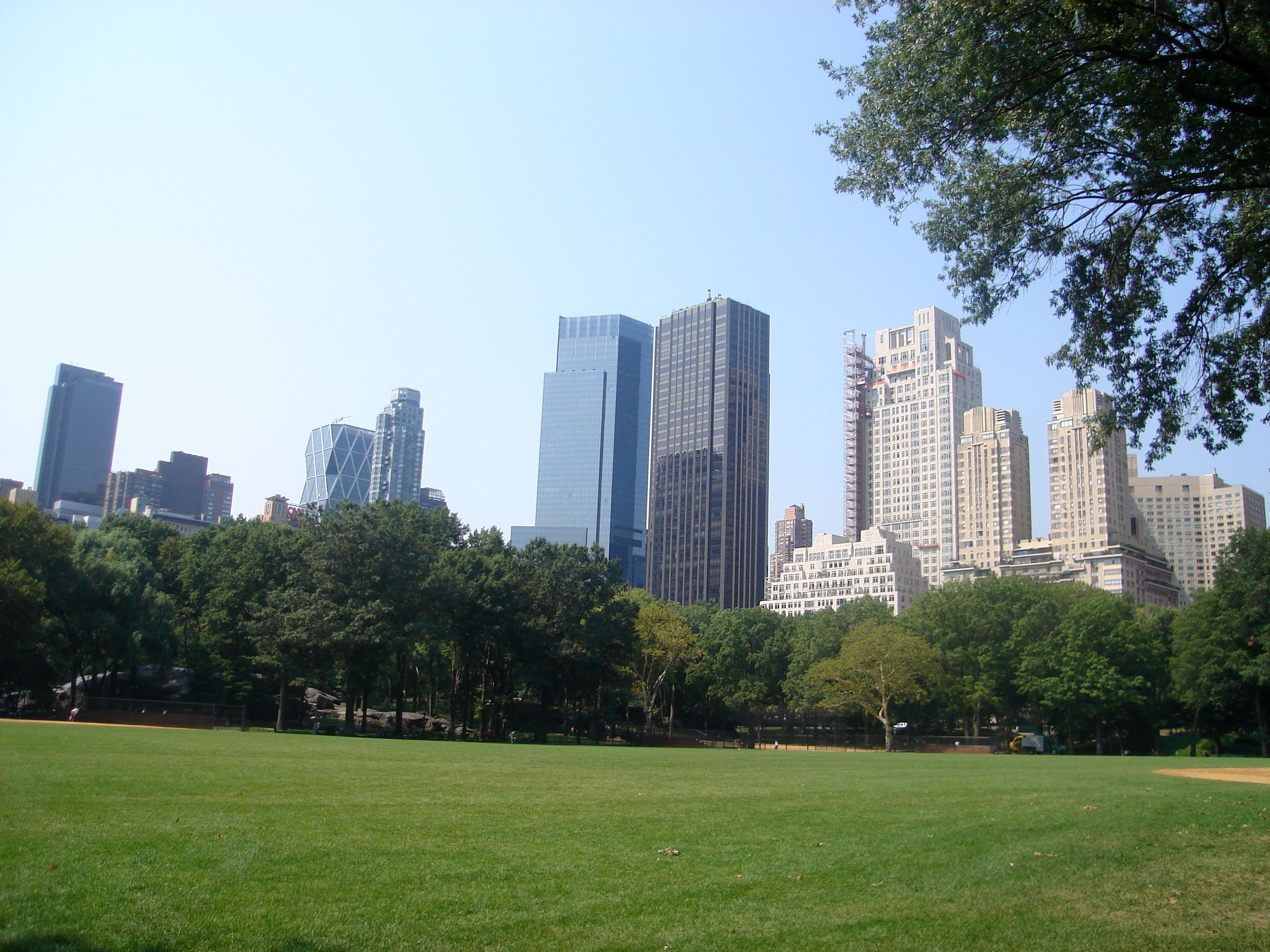
Parques como el Central Park en la ciudad de Nueva York ayudan a crear un efecto de oasis en áreas urbanas.

El efecto oasis desempeña un papel en el desarrollo urbano porque las plantas y las masas de agua dan lugar a ciudades más frescas. En consecuencia, las ciudades con parques tendrán temperaturas más bajas porque las plantas tienen un albedo más alto que el suelo desnudo o las carreteras. Las zonas con mayor albedo reflejan más luz de la que absorben, lo que se traduce en temperaturas más frescas. Normalmente, las ciudades son más calurosas que sus suburbios debido a la densa población, los edificios y carreteras oscuros y la contaminación; es lo que se conoce como efecto isla de calor urbano. Sin embargo, mediante una cuidadosa colocación de árboles, parques y vegetación, las ciudades pueden crear su propio efecto oasis. Manteniendo la vegetación en toda la ciudad, los urbanistas pueden producir un efecto oasis para contrarrestar el efecto isla de calor urbano; incluso una pequeña dispersión de árboles puede reducir significativamente las temperaturas locales. Sin embargo, pueden surgir problemas en regiones áridas con fuentes de agua limitadas, donde los urbanistas no quieren dejar las fuentes de agua a la intemperie para que se evaporen, ni sacrificar agua para el mantenimiento de las plantas.